# Self (magazine)
Self est un magazine américain sur internet destiné aux femmes. Celui-ci est spécialisé dans la santé, la beauté et la mode. Faisant partie de Condé Nast, son édition imprimée est tirée à 1 515 880 exemplaires pour une audience totale de 5 282 000 lecteurs, selon l'entreprise en 2013. Mais avec un tirage en chute libre, l'éditeur décide fin 2016 d'abandonner la version « papier » pour ne conserver que celle sur le web ; le dernier numéro imprimé est diffusé en février de l'année suivante.
La rédactrice en chef est Carolyn Kylstra depuis fin 2016. Le siège social du magazine se situe à New York. 

## Histoire
Self est créé en janvier 1979 par Phyllis Starr Wilson qui occupe le poste de rédacteur en chef jusqu'en janvier 1987, date à laquelle elle est nommée fondatrice du magazine. En 1979, le coût du magazine était de 1,50 $ par numéro ou 10 $ pour un abonnement d'un an. En 1983, le tirage de Self atteignait un million de lecteurs avec son numéro de septembre. 
En juillet 1988, Anthea Disney prend le poste de rédactrice en chef et se donne pour objectif de rafraîchir l'image du magazine. Pendant l'année où elle a occupé ce poste, elle a retravaillé le contenu en recherchant des auteurs de renom tels que Ann Hood, Susan Allen Toth, Alice Adams, Helen Mohr et Elizabeth Benedict pour fournir au magazine un contenu plus frais avec un degré plus élevé d'intégrité journalistique. Elle a révisé leur stratégie de couverture en remplaçant les mannequins peints à l'aérographe par des photos de femmes dans leur environnement quotidien, plus naturelles. C'est également à cette époque que les couleurs bleu canard et magenta ont été adoptées pour le magazine. Anthea Disney déclare dans un article du The New York Times: « Nous avons délibérément choisi des couleurs qui ne sont pas utilisées dans d'autres magazines ». Entre 1986 et 1989, les ventes en kiosque ont augmenté de 3 % et les abonnements de 22 %. 